# 山口県立熊毛北高等学校
山口県立熊毛北高等学校（やまぐちけんりつ くまげきた こうとうがっこう）は、山口県周南市に所在する公立の高等学校。

## 設置学科
- 普通科
- ライフデザイン科

## 沿革
1809年に三丘領主（萩藩筆頭家老職）宍戸就年が設置した、徳修館の伝統を引き継ぐとされる。　
- 1916年 - 三丘村立徳修実科高等女学校設立（公式的な創立年）
- 1931年 - 山口県徳修実科高等女学校と改称
- 1943年 - 山口県徳修高等女学校と改称
- 1948年 - 山口県立に移管し、山口県立徳修女子高等学校と改称
- 1949年 - 熊毛北高等学校と改称、男女共学となる
- 1953年 - 家庭科設置
- 1963年 - 家庭科を家政科に改称
- 2002年 - 家政科をライフデザイン科に改編

## アクセス
- JR岩徳線 高水駅から約3km
- 山陽自動車道 熊毛ICから車で1分

## 周辺
- 周南市熊毛総合支所（旧熊毛町役場）
- 周南市立熊毛中学校
- 熊毛郵便局
- 光警察署熊毛交番
- 光地区消防組合北消防署
- バーデンハウス三丘
- 東善寺やすらぎの里

周南市三丘徳修館